# Buellia rimulosa
Buellia rimulosa är en lavart som beskrevs av Müll. Arg. 1888. Buellia rimulosa ingår i släktet Buellia och familjen Caliciaceae.   Inga underarter finns listade i Catalogue of Life.